# Marcus Fulvius Nobilior (Konsul 189 v. Chr.)
Marcus Fulvius Nobilior war ein Politiker der römischen Republik zu Beginn des 2. Jahrhunderts v. Chr.
Fulvius war 196 kurulischer Ädil und 193 v. Chr. Prätor, jeweils zusammen mit Gaius Flaminius. In seiner Prätur und den beiden folgenden Jahren als Proprätor führte er Krieg in Spanien (Hispania ulterior) und wurde 191 v. Chr. mit der kleinen Form des Triumphzugs, der ovatio, geehrt.
Bei den Wahlen für 189 v. Chr. wurde Fulvius bereits am ersten Tag zum Konsul bestimmt und setzte sodann die Wahl des Gnaeus Manlius Vulso gegen dessen zwei patrizische Konkurrenten durch. Zu diesem Zeitpunkt befand sich die Republik im Römisch-Syrischen Krieg gegen das Seleukidenreich. Dessen König, Antiochos der Große, war bereits entscheidend geschlagen worden, doch begann der mit ihm verbündete Aitolische Bund eine neue Offensive in Mittelgriechenland, die den mit Rom alliierten Philipp V. von Makedonien in Bedrängnis brachte.
Fulvius landete mit frischen Truppen in Griechenland und belagerte die für die Aitoler wichtige Stadt Ambrakia. Nachdem offensichtlich geworden war, dass Antiochos sich aus dem Krieg zurückziehen wurde, gingen die Aitoler Friedensverhandlungen mit Nobilior ein. Ambrakia öffnete daraufhin seiner Tore für den Konsul. Nach seiner Rückkehr wurde Fulvius ein Triumphzug gewährt. In Griechenland erbeutete Kunstwerke ließ er in Rom im neu erbauten Tempel des Hercules Musarum und in Tusculum aufstellen. Der Dichter Ennius rühmte Fulvius in seinem Epos Annales.
Im Jahr 179 v. Chr. errang Fulvius Nobilior das Amt des Zensors. Zusammen mit seinem Kollegen Marcus Aemilius Lepidus ließ er u. a. die Basilica Aemilia (ursprünglich Basilica Aemilia et Fulvia) errichten.
Seine Söhne Marcus und Quintus erlangten ebenfalls das Konsulat.
Über Fulvius Nobilior berichtet Titus Livius, Ab urbe condita Buch 38, 1–11 und Buch 40, 44,6–46,16 sowie Marcus Tullius Cicero, in De provinciis consularibus und Valerius Maximus, in facta et dicta memorabilia 4,2,1.